# Aggházyné Balló Mariska
Aggházyné Balló Mariska (Budapest, 1885. október 1. – Balatonalmádi, 1956. május 28.) festőművész, rajztanár.

## Családja
Édesapja Balló Mátyás vegyész, tanár. Testvérei Alfréd, Ágnes és Zelma mellett Mária volt a legfiatalabb. Férje Aggházy Tibor építész, akivel 1911. szeptember 16-án
Rákospalotán kötött házasságot, a férj aztán oda is költözött. Leánya, Aggházy Mária, művészettörténész volt.

## Pályafutása
Középiskolai tanulmányainak befejezése után 1901-ben a budapesti mintarajziskola és rajztanárképzőbe iratkozott és 1905-ben ugyanott rajztanítói oklevelet szerzett. Ezen iskolában azután mint továbbképző okleveles rajztanítónő még három évig külön műtermet kapott, ahol eddigi tanára, Aggházy Gyula vezetésével önállóan dolgozott. Ez idő alatt Olgyai Viktortól a grafikában kapott útbaigazítást. 1908-ban Deák-Ébner Lajos női festőiskolájába lépett, ahol két évig tanult. 1909-ben innen küldötte be első képét a Műcsarnok nemzetközi grafikai kiállítására. Ezután rendszeresen kiállított a Műcsarnok tárlatain, néha a Nemzeti Szalonban és a Magyar Képzőművésznők Egyesületének kiállításain is, ahol akvarell- és pasztellképeit, valamint naturalista stílusú csendéleteit és életképeit mutatta be.

## Az Aggházy család (Balló-Aggházy ág)
| Családfa |
| -------- |
|          |